# Robert Q. Lovett
Robert Quincy Lovett (* 1926 oder 1927; † 18. August 2022) war ein US-amerikanischer Filmeditor.

## Leben
Lovett begann in den frühen 1960er Jahren seine Laufbahn im Bereich Filmschnitt. Ab Ende der 1980er Jahre war er vor allem an Fernsehproduktionen beteiligt. 
Für seine Arbeit an Cotton Club wurde er zusammen mit Barry Malkin 1985 für den Oscar in der Kategorie Bester Schnitt nominiert. 
Lovett gehörte zum Lehrpersonal an der Maine Media Community und dazugehörigen Workshops. Er lehrte dort seit Mitte der 1980er Jahre.

## Filmografie (Auswahl)
- 1970: Der Weg in den Abgrund (End of the Road)
- 1970: Wenn es Nacht wird in Manhattan (Cotton Comes to Harlem)
- 1971: Verzweifelte Menschen (Desperate Characters)
- 1974: Stoppt die Todesfahrt der U-Bahn 123 (The Taking of Pelham One Two Three)
- 1978: Ein Mann, eine Frau und ein Film in Paris (Once in Paris...)
- 1981: Vor Morgengrauen (Just Before Dawn)
- 1982: Hammett
- 1983: Die goldene Robbe (The Golden Seal)
- 1984: Cotton Club
- 1985–1989: Der Equalizer (The Equalizer, Fernsehserie)
- 1991: Eine Frau ohne Vergangenheit (The Last Prostitute)
- 1993: In den Straßen der Bronx (A Bronx Tale)
- 1995–1996: Central Park West (Fernsehserie)
- 2006: Vanaja